# Evangelisch-Lutherische Bekenntniskirche in der Diaspora
Die Evangelisch-Lutherische Bekenntniskirche in der Diaspora (nicht zu verwechseln mit der Bekennenden Kirche) war eine lutherische Kirche altkonfessioneller Prägung. Sie wurde 1924 als „Evangelisch-Lutherische Freikirche in Polen“ gegründet und hieß von 1939 bis 1941 „Evangelisch-Lutherische Freikirche im Warthegau“. Ihre Mitglieder hatte die Kirche zunächst im Raum Łódź in Polen.
Nach dem Zweiten Weltkrieg wurden die Glieder der Freikirche überwiegend vertrieben. Daher wurde sie ab 1946 als „Evangelisch-Lutherische Flüchtlingsmissions-Kirche“ weitergeführt. 1951 erhielt sie ihren zuletzt bekannten Namen „Evangelisch-Lutherische Bekenntniskirche in der Diaspora“.
Der Kirchenleitung stand ein Präses vor. Dieses Amt hatte u. a. Pfarrer Armin Schlender aus Wiesbaden inne.
Zum 1. Januar 1976 schloss sich die Evangelisch-Lutherische Bekenntniskirche in der Diaspora der Selbständigen Evangelisch-Lutherischen Kirche (SELK) mit Sitz in Hannover an.